# Geranomyia sakalava
Geranomyia sakalava är en tvåvingeart som först beskrevs av Alexander 1961.  Geranomyia sakalava ingår i släktet Geranomyia och familjen småharkrankar.
Artens utbredningsområde är Madagaskar. Inga underarter finns listade i Catalogue of Life.